# سامار شرقی
سامار خاوری (Eastern Samar) یکی از استان‌های کشور فیلیپین است. این استان در خاور این کشور قرار گرفته است و بخشی از جزایر ویسایا به شمار می‌رود.
مرکز این استان شهر بورونگان است. جمعیت آن بیش از ۳۷۵ هزار نفر است. مساحت این استان بیش از چهار هزار و سیصد کیلومتر مربع است .